# Braud-et-Saint-Louis
Braud-et-Saint-Louis ist eine französische Gemeinde mit 1.524 Einwohnern (Stand: 1. Januar 2022) im Département Gironde in der Region Nouvelle-Aquitaine. Sie gehört zum Arrondissement Blaye und zum Kanton L’Estuaire. Die Einwohner werden Braudiers genannt.

## Geographie
Braud-et-Saint-Louis liegt an der Mündung des Flusses Livenne in den Ästuar der Gironde etwa 45 Kilometer nördlich von Bordeaux. Umgeben wird Braud-et-Saint-Louis von den Nachbargemeinden Saint-Ciers-sur-Gironde im Norden, Saint-Aubin-de-Blaye im Osten, Étauliers im Südosten, Anglade im Süden, Saint-Androny im Süden und Südwesten sowie – auf der anderen Seite der Gironde – Saint-Estèphe im Westen.
Im Gemeindegebiet befindet sich das Kernkraftwerk Blayais.

## Bevölkerungsentwicklung
| Jahr                       | 1962 | 1968 | 1975 | 1982 | 1990 | 1999 | 2010 | 2020 |
| Einwohner                  | 1030 | 1041 | 991  | 1753 | 1260 | 1305 | 1385 | 1500 |
| Quellen: Cassini und INSEE |      |      |      |      |      |      |      |      |

## Sehenswürdigkeiten

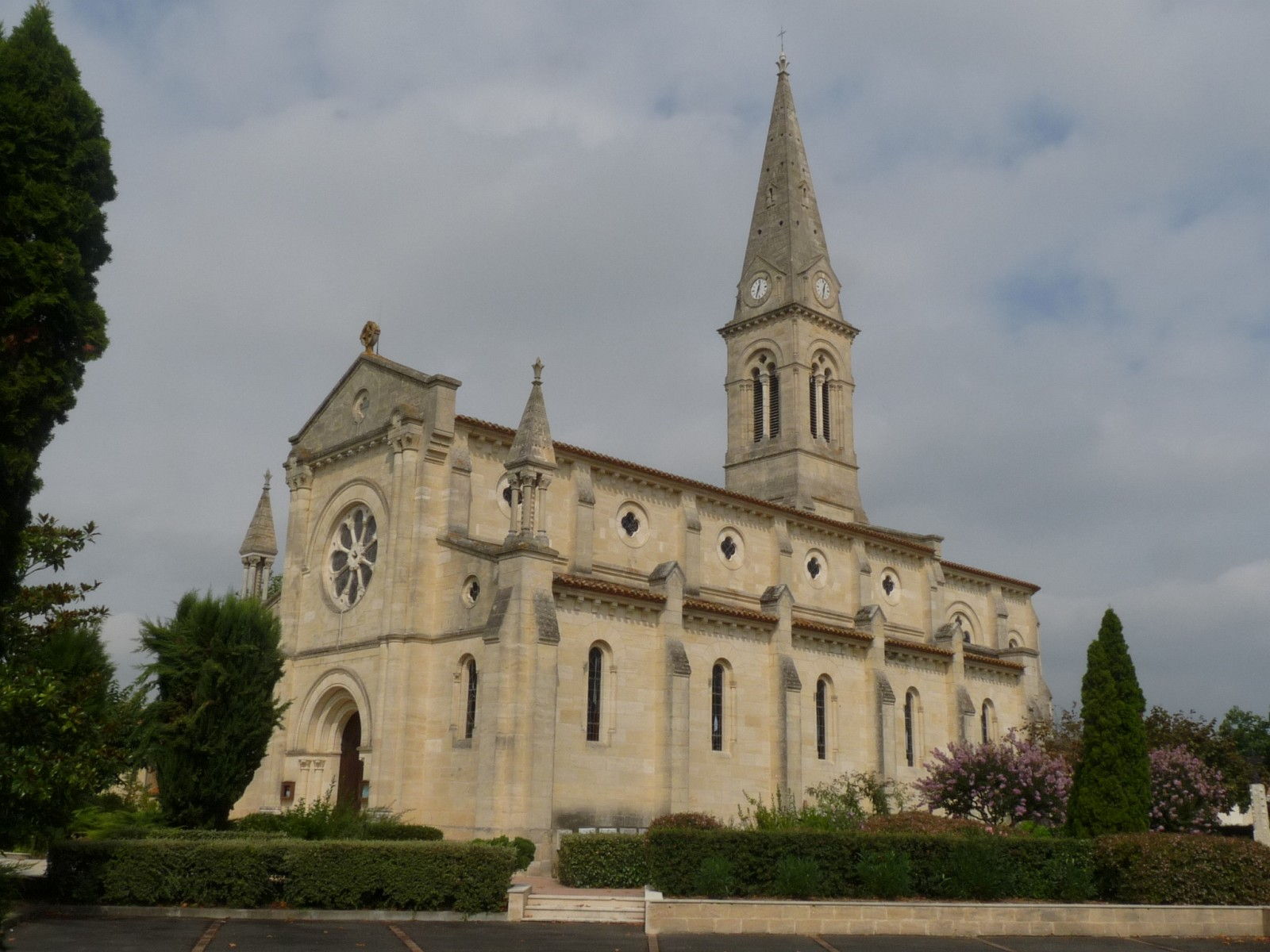
Kirche Saint-Saturnin
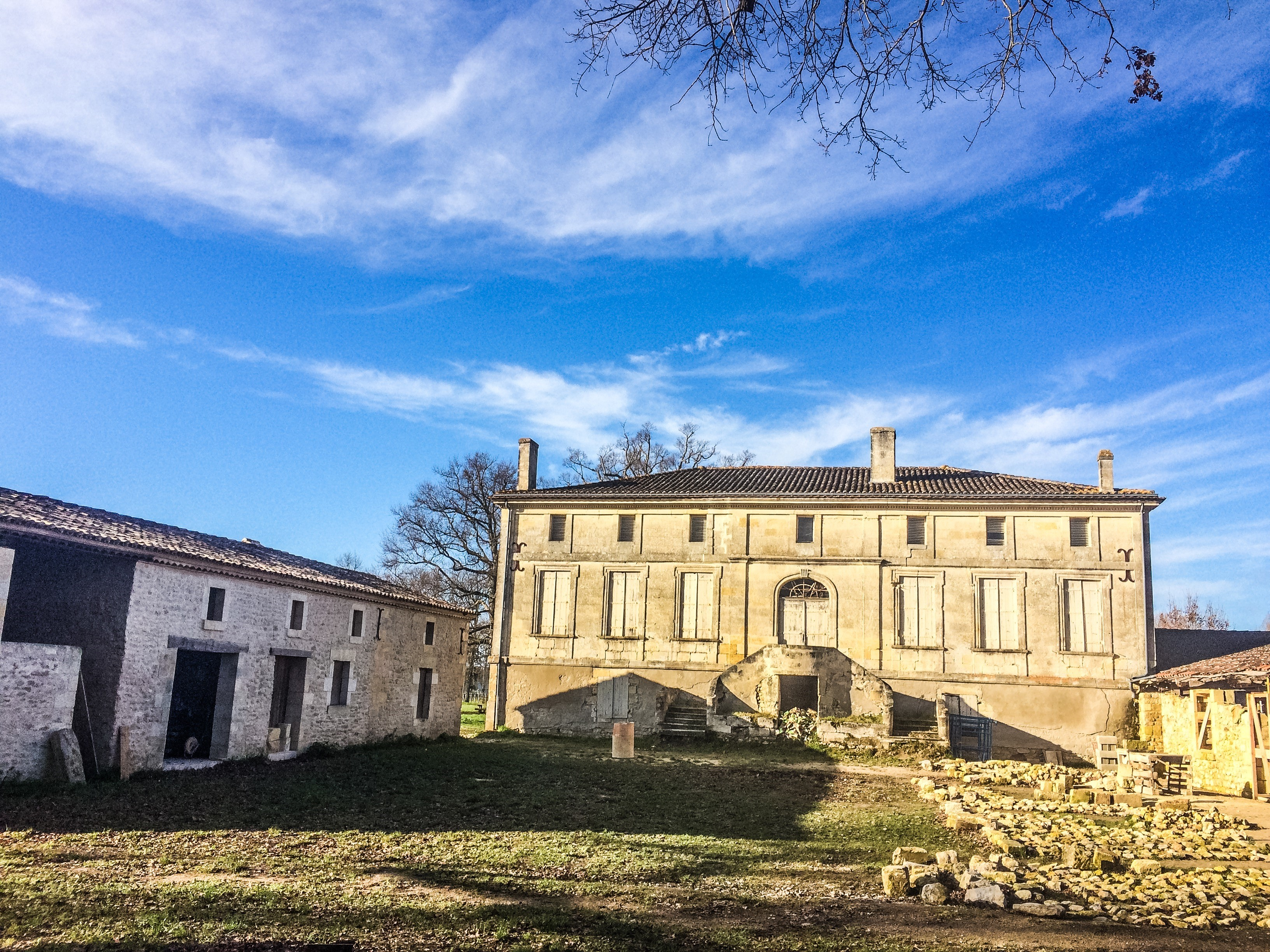
Domäne La Paillerie, Herrenhaus aus dem 18. Jahrhundert
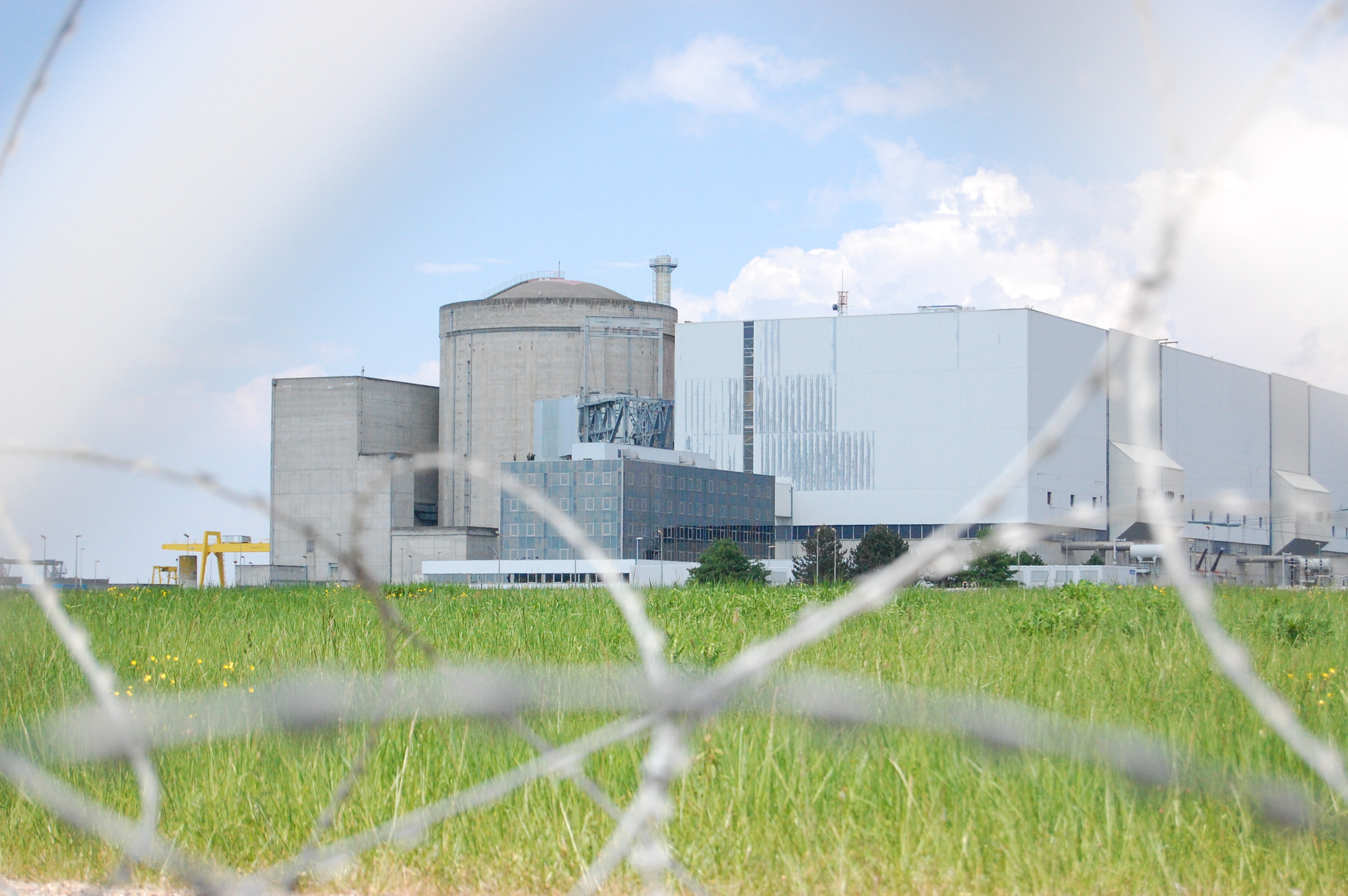
Kernkraftwerk Blayais
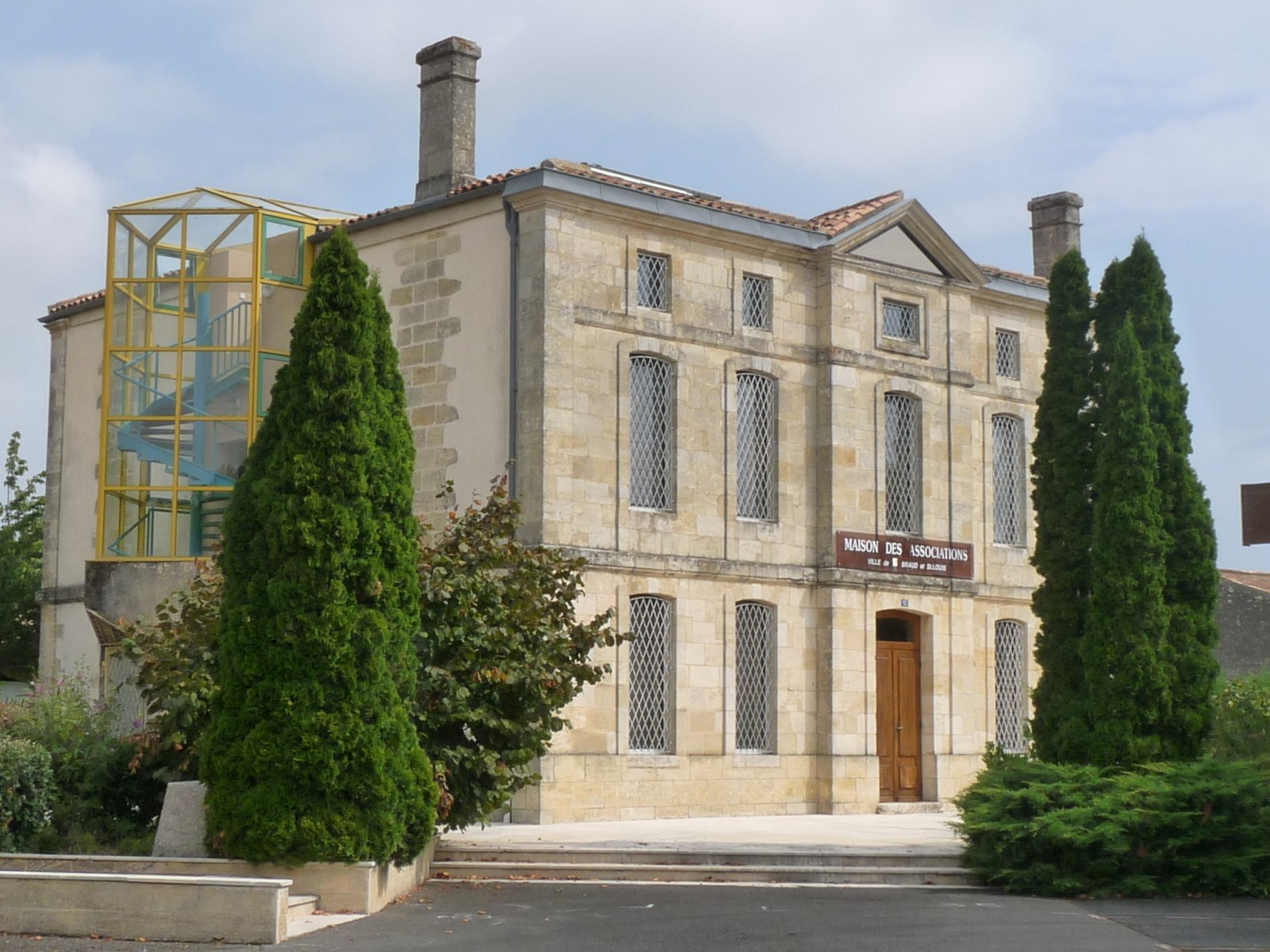
Vereinshaus
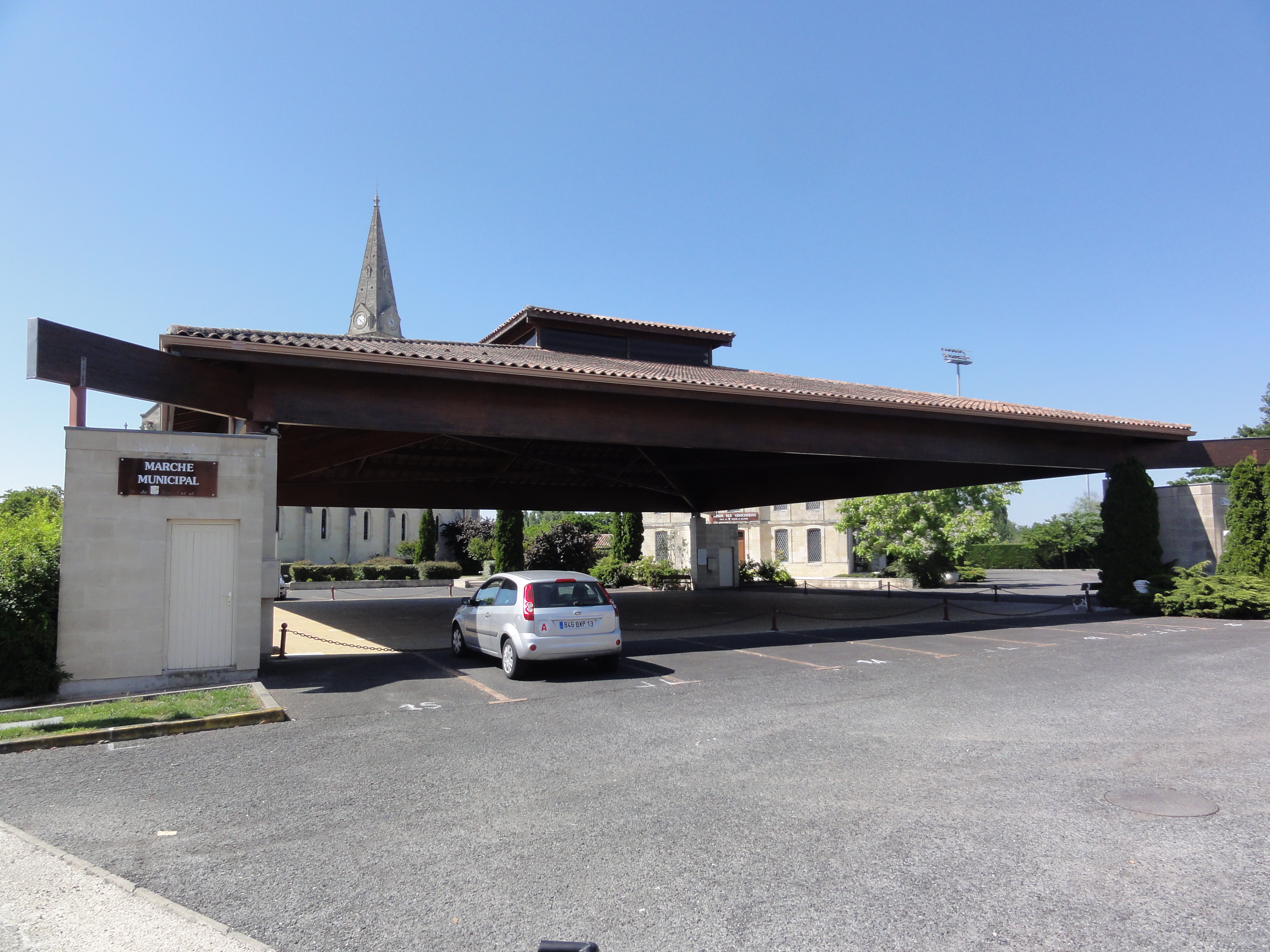
Überdachte Marktfläche
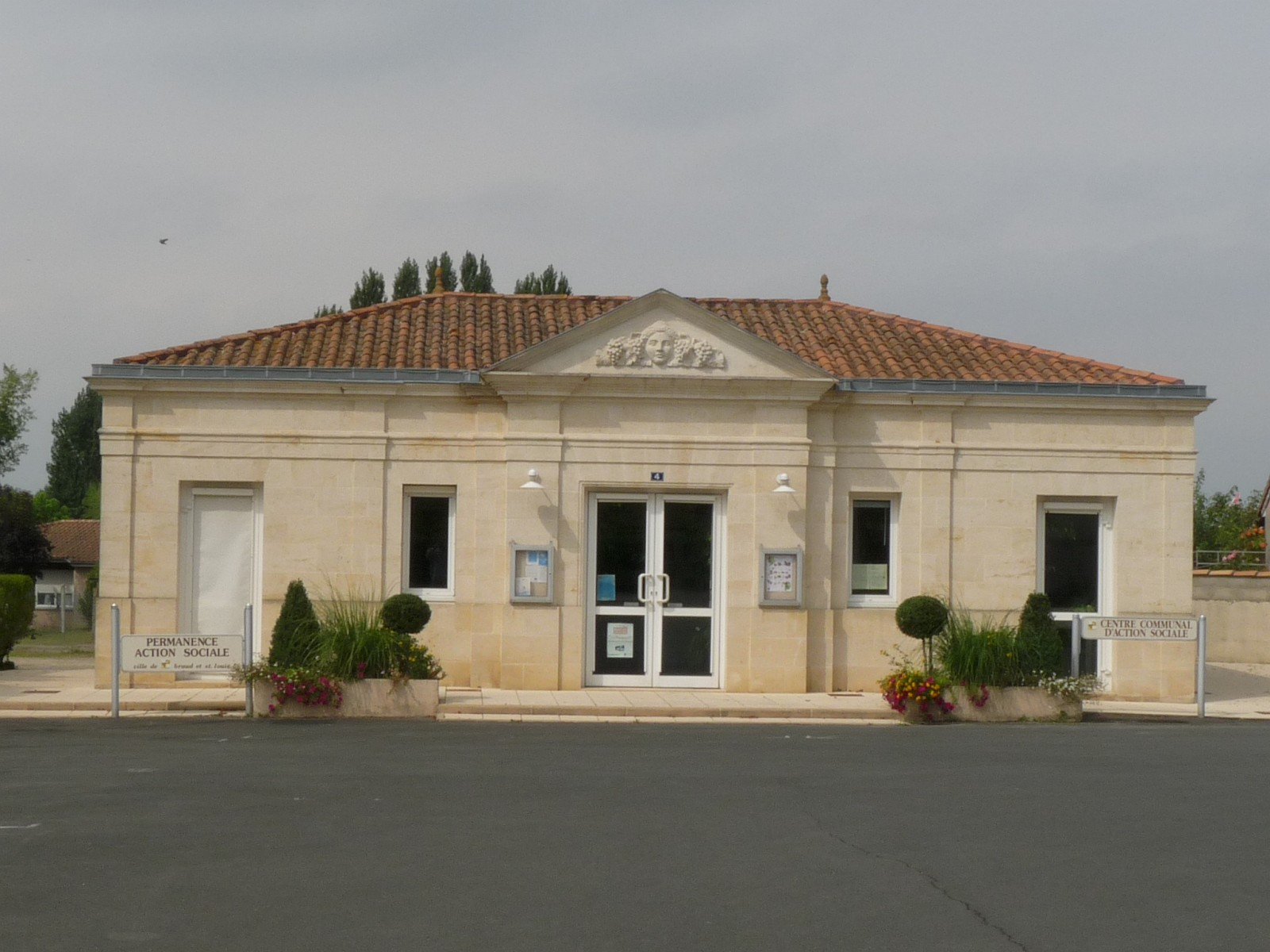
Sozialamt

- Herrenhaus

- Kirche Saint-Saturnin
- Domäne La Paillerie, Herrenhaus aus dem 18. Jahrhundert
- Kernkraftwerk Blayais
- Vereinshaus
- Überdachte Marktfläche
- Sozialamt

## Gemeindepartnerschaft
Mit der spanischen Gemeinde Obanos in der Provinz und Region Navarra besteht eine Partnerschaft.